# Norðurland vestra
Norðurland vestra (en català vol dir: Terra Nord-occidental) és una de les 8 regions d'Islàndia. Ocupa una superfície de 12.737 km² i té una població de 7.810 habitants (2007). la ciutat més gran és Sauðárkrókur, amb 3.000 habitants.